# Сьєрра-де-Луна
Сьєрра-де-Луна (ісп. Sierra de Luna) — муніципалітет в Іспанії, у складі автономної спільноти Арагон, у провінції Сарагоса. Населення — 308 осіб (2010).
Муніципалітет розташований на відстані близько 250 км на північний схід від Мадрида, 80 км на північний захід від Сарагоси.

## Демографія
Динаміка населення (INE ):